# Kitaa
Kitaa este un district din Groenlanda.